# Proflight Zambia
Proflight Zambia, tot 2010 handelend onder de naam Proflight Commuter Service, is een Zambiaanse luchtvaartmaatschappij met haar thuisbasis in Lusaka.

## Geschiedenis
De maatschappij is in 1991 opgericht als Proflight Air Services door voormalig Zambia Airways-piloot Tony Irwin. In 1997 werd begonnen met vluchten naar Mfuwe. Sinds 2013 worden internationale vluchten uitgevoerd.

## Diensten
Proflight Zambia voert lijnvluchten uit naar (maart 2019):
Binnenland:
- Jeki, Kalabo, Livingstone, Lusaka, Mfuwe, Ndola, Solwezi

Buitenland:
- Durban, Harare, Lilongwe

## Vloot
De vloot van Proflight Zambia bestaat per maart 2019 uit de volgende vliegtuigen:
- 1 Bombardier CRJ200
- 1 Bombardier Dash-8
- 3 Jetstream 4100
- 2 Cessna 208